# Den Haag Mariahoeve
Den Haag Mariahoeve – stacja kolejowa w Hadze, w prowincji Holandia Południowa. Jest najdalej na północ wysuniętą stacją kolejową Hagi. Posiada 3 perony.
| Den Haag Mariahoeve                  |  |                             |
| Linia Amsterdam – Rotterdam (57 km)  |  |                             |
| Den Haag Laan van NOIodległość: 2 km |  | Voorschoten odległość: 6 km |